# سیارک ۶۹۱۱
سیارک ۶۹۱۱ (به انگلیسی: 6911 Nancygreen، نامگذاری:1991GN) شش هزار و نهصد و یازدهمین سیارک کشف شده‌است که در ۱۰ آوریل ۱۹۹۱ کشف شد.
قدر مطلق سیارک برابر ۱۲٫۴۰ است.